# Victor Brockdorff
Arthur Victor Schack von Brockdorff (født 11. oktober 1911 på Frederiksberg, død 25. februar 1992 i Gentofte) var en  dansk maler.
Han var produktiv og arbejdede henimod en farverig og lysfyldt stil med store ambitioner som også gav sig udslag i valg af motiver med mange figurer. Han var også kendt som en socialistisk realistisk malende kunstner. Ud over at være maler var Victor Brockdorff også grafiker.

## Biografi
Efter private studier under Ernst Zeuthen og Olivia Holm-Møller fra 1926 til 1929, studerede han grafik under Aksel Jørgensen på Det Kongelige Danske Kunstakademi (1931–34). Han debuterede på Kunstnernes Efterårsudstilling på Den Frie i 1930, som han siden ofte udstillede på.
Han boede fra 1930 til 1934 i Odsherred, hvor han skildrede egnens landskaber og var der medlem  af Odsherredsmalerne. Han interesserede sig også for portrætmaling og skildring af byer, specielt på Nørrebro. Hans stil veksler fra modernisme til realisme. Typiske motiver inkluderer legende børn, folk som venter ved busstoppestedet og regnvejrsbilleder fra de københavnske gader. 
Victor Brockdorff var bosat i Frankrig 1948 til 1951 hvor han blev interesseret i socialrealismen. Fra Frankrig sendte han skrevne og tegnede reportager hjem til Nationaltidende og Land og Folk. Han malede farverige motiver, som  Eremitagesletten og Fluepapiret ved Charlottenlund i 1974. Brockdorff malede også et portræt af dronning Margrethe for Søofficers-Foreningen.
Victor Brockdorffs malerier kan blandt andet ses på kunstmuseerne i Vejle, Esbjerg, og Århus samt på Statens Museum for Kunst. 1965 havde Brockdorff separatudstillinger i København og Rostock, i Gotha 1966, Tårnby rådhus og Sovjetunionen 1975 og Tåstrup fritidscenter 1976.
Han er begravet på Ordrup Kirkegård.